# Толстохвостый галаго
Толстохвостый галаго (лат. Otolemur crassicaudatus) — вид ночных приматов семейства галаговых, крупнейший вид семейства.

## Описание
Представители вида имеют круглую голову с короткой широкой мордочкой, очень большие уши и относительно небольшие глаза. Шерсть густая, расцветка различается в зависимости от подвида: некоторые имеют серую шерсть со светло-коричневым хвостом, другие — тёмно-коричневую шерсть с чёрным хвостом. Более светлая расцветка обычно встречается в сухих низинных местах.
Длина тела 26—47 см (в среднем 32 см), длина хвоста 29—55 см. Вес 0,5—2 кг. Самки в среднем весят 1,2 кг, самцы — 1,4 кг.

## Ареал
Вид встречается в Южной и Восточной Африке. Крупнейшие популяции в Анголе, Танзании, на юге Кении и побережье Сомали.

## Поведение
Толстохвостый галаго — ночное животное. В течение дня обычно отдыхает в ветвях деревьев или другой растительности. Рацион состоит из фруктов, ягод, семян, цветов, насекомых, небольших рептилий и птиц. Живут небольшими группами на строго ограниченной территории, которая помечается мочой и выделениями специальных желез.

## Подвиды
Описано два подвида толстохвостых галаго:
- Otolemur crassicaudatus crassicaudatus
- Otolemur crassicaudatus kirkii

Международный союз охраны природы рассматривает Otolemur monteiri в качестве третьего подвида, Otolemur crassicaudatus monteiri, тогда как другие источники рассматривают Otolemur monteiri в качестве отдельного вида. МСОП присвоил всем трём подвидам отдельно охранный статус «вызывающий наименьшие опасения».